# Krudtmagasin
 For alternative betydninger, se Krudttårnet (flertydig). (Se også artikler, som begynder med Krudttårnet)
Krudtmagasin er fællesbetegnelse for magasiner, bestemte til opbevaring af de egentlige sprængstoffer med deres tændmidler, hvad enten det drejer sig om krudt eller brisante sprængstoffer. Fredskrudtmagasiner lægges på øde og afsides steder, gives en meget let konstruktion og forsynes med lynafledere, sprængvolde, for at begrænse virkningen af en sprængning, og indhegning samt i mange tilfælde med en stadig bevogtning. Krigs-krudtmagasiner findes i fæstningsværker i bombesikre rum, men indeholder i almindelighed ikke større beholdninger. 
Krudtmagasiner  erstattede de tidligere krudttårne, der var murede bygninger af ret svær konstruktion.

## Eksempler

### Australien
- Jack's Magazine, Saltwater River, Victoria
- Goat Island, Sydney
- Spectacle Island (Port Jackson)
- North Arm Powder Magazine
- Dry Creek explosives depot

### Canada
There are magazines at:
- Citadel Hill (Fort George)
- Citadel of Quebec, Quebec City, Quebec
- Parc de l'Esplanade, Quebec City, Quebec
- Cole Island, Esquimalt, British Columbia
- Fort Lennox, Île-aux-Noix, Quebec
- Fort William Historical Park, Thunder Bay, Ontario
- Fort York, Toronto

### Holland
- Maria- of Kruittoren in Hoorn
- Kruithuis (Delft)
- Kruithuis van Fort Wierickerschans
- Kruithuis (Geertruidenberg)
- Kruithuis ('s-Hertogenbosch)
- Kruittoren (Nijmegen)

### Irland
- Camden Fort Meagher
- Ballincollig Royal Gunpowder Mills

### USA
- Camp Parapet Powder Magazine, Metairie, Louisiana
- Powder House Square, et område i Somerville (Massachusetts)
- Magazine Beach, in Cambridgeport (Cambridge, Massachusetts)
- Hessian Powder Magazine, Carlisle (Pennsylvania)
- Powder Magazine, Charleston (South Carolina)
- Jefferson Ordnance Magazine, Jefferson (Texas)
- Fort Richardson State Park, Jacksboro (Texas)
- Fort Point National Historic Site, San Francisco
- Powder Magazine (Camp Drum), Los Angeles, Californien
- Enterprise South Industrial Park, Chattanooga (Tennessee)